# ISO 3166-2:SO
ISO 3166-2:SO è uno standard ISO che definisce i codici geografici delle suddivisioni della Somalia; è un sottogruppo dello standard ISO 3166-2.
I codici, assegnati alle 18 regioni del paese, sono formati da SO- (sigla ISO 3166-1 alpha-2 dello Stato), seguito da due lettere.

## Codici
| Codice | Regione       |
| ------ | ------------- |
| SO-AW  | Adal          |
| SO-BK  | Bakool        |
| SO-BY  | Bai           |
| SO-BR  | Bari          |
| SO-JH  | Basso Giuba   |
| SO-SH  | Basso Scebeli |
| SO-BN  | Benadir       |
| SO-GA  | Galgudud      |
| SO-GE  | Ghedo         |
| SO-HI  | Hiran         |
| SO-JD  | Medio Giuba   |
| SO-SD  | Medio Scebeli |
| SO-MU  | Mudugh        |
| SO-NU  | Nogal         |
| SO-WO  | Nordovest     |
| SO-SA  | Sanag         |
| SO-SO  | Sool          |
| SO-TO  | Tug Dair      |